# Sent Bonet del Vèrn
Sent Bonet el Vernh (en francès Saint-Bonnet-Elvert) és un municipi francès situat al departament de la Corresa i a la regió de la Nova Aquitània.

## Demografia
| 1962                                       | 1968 | 1975 | 1982 | 1990 | 1999 | 2007 |
| ------------------------------------------ | ---- | ---- | ---- | ---- | ---- | ---- |
| 261                                        | 341  | 272  | 230  | 188  | 166  | 183  |
| Des de 1962: població sense dobles comptes |      |      |      |      |      |      |

## Administració
| Període | Identitat     | Partit |
| ------- | ------------- | ------ |
| 1995-   | Antony Faurie |        |